# Austroclimaciella weelei
Austroclimaciella weelei is een insect uit de familie van de Mantispidae, die tot de orde netvleugeligen (Neuroptera) behoort. 
Austroclimaciella weelei is voor het eerst wetenschappelijk beschreven door Handschin in 1961.